# 장수지
장수지(1987년 11월 21일 ~ )는 대한민국의 필드하키 선수이며 포지션은 골키퍼이다. 아산시청 소속이다.

## 학력
- 경희대학교 졸업
- 경희대학교 교육대학원 졸업

## 경력
- 2006년 아시안 게임 여자 하키 국가대표
- 2010년 아시안 게임 여자 하키 국가대표
- 2012년 하계 올림픽 여자 하키 국가대표
- 2014년 아시안 게임 여자 하키 국가대표

## 수상
- 2010년 아시안 게임 여자 하키 은메달
- 2013년 유니버시아드대회 금메달
- 2014년 아시안 게임 여자 하키 금메달
- 2017년 월드리그 3위
- 2019년 하키시리즈 1위